# Rudolf Schmundt
Rudolf Schmundt est un General der Infanterie de l’Armée de terre allemande de la Seconde Guerre mondiale, né le 13 août 1896 à Metz (Alsace-Lorraine) et mort le 1er octobre 1944 à Rastenbourg (province de Prusse-Orientale).
Officier d'état-major, le général Schmundt fut l’une des victimes de l’attentat du 20 juillet 1944 contre Adolf Hitler. Il a reçu la très rare croix en or de l‘ordre allemand le 7 octobre 1944 à titre posthume.

## Biographie
Issu d’une famille de militaires de carrière, Rudolf Schmundt naît à Metz, ville de garnison animée de l'Alsace-Lorraine. Avec sa ceinture fortifiée, Metz est alors la première place forte du Reich allemand, constituant une pépinière d'officiers supérieurs et généraux. Rudolf Schmundt fait ses études dans le Brandebourg.

### Première Guerre mondiale
Quand la Première Guerre mondiale est déclarée, Rudolf Schmundt sert dans le 35e régiment de fusiliers, le régiment de son père, Richard Schmundt (de), comme aspirant, puis comme officier subalterne. Rudolf Schmundt est promu Leutnant le 22 mars 1915. Il est blessé au combat le 20 mai 1915 et reçoit peu après la croix de fer de 2e classe. Nommé Bataillons-Adjutant le 15 mars 1916, il reçoit un peu plus tard la croix de fer de 1re classe. En juillet 1917, Schmundt est nommé aide de camp à l'état-major de sa division. Le sous-lieutenant Schmundt participe aux combats sur la Somme, la Marne et en Champagne.

### Entre-deux-guerres
Après l'armistice de 1918, le jeune officier s'engage dans le « Detachement Graf Stillfried », un corps franc, formé à Berlin pour lutter contre la révolte spartakiste. En 1919, l'unité est intégrée au « 35. Füsilierregiment » du « Reichswehr-Infanterie-Regiment 5 ». Rudolf Schmundt y sert comme officier d'ordonnance. Comme son régiment est réorganisé en 1921, Schmundt rejoint le 9e régiment d'infanterie prussien, stationné à Potsdam. Officier de compagnie en 1924, il suit une formation en 1925. Promu Oberleutnant le 1er mai 1926, à près de 30 ans, il est nommé un mois plus tard dans le 1er bataillon du 9e régiment d'infanterie. Le 14 octobre de la même année, Rudolf Schmundt se marie à l'église de garnison de Potsdam. En mars 1929, le lieutenant Schmundt suit une formation en vue de devenir officier d'état-major. Le 1er octobre de la même année, il est affecté à l'état-major de la 1re division du « Wehrkreis I », près de Königsberg en province de Prusse-Orientale. Schmundt est promu Hauptmann le 1er février 1931. Après avoir suivi une nouvelle formation, Rudolf Schmundt est affecté, en octobre 1932, dans la « Heeres-Organisations-Abteilung », le département chargé de l'organisation à l'état-major général de l'Armée de terre. Il travaille sous les ordres de Wilhelm Keitel et Alfred Jodl, qui vont ensuite être appelés à exercer de hautes responsabilités dans l’état-major allemand. Le capitaine Schmundt est nommé commandant de compagnie le 1er juin 1935 au « 3. Infanterie-Regiment » à Allenstein. Dans cette unité, Schmundt est promu Major le 1er janvier 1936, l'année de ses 40 ans. En octobre de la même année, le commandant Schmundt est affecté à l'état-major de la 18e division d'infanterie mécanisée.
Après l‘affaire Blomberg-Fritsch qui éclate en 1938, le commandant Schmundt est nommé Chefadjutant der Wehrmacht beim Führer und Reichskanzler à l'Oberkommando der Wehrmacht (OKW) nouvellement créé : il est donc « principal aide de camp de Hitler » et devient ainsi un proche du Führer. Promu Oberstleutnant le 1er octobre 1938, Rudolf Schmundt devient Oberst le 4 août de l'année suivante. À ce poste, Rudolf Schmundt est l’intermédiaire entre les officiers généraux de la Wehrmacht et le chancelier Hitler, essayant souvent de concilier des points de vue opposés.

### Seconde Guerre mondiale

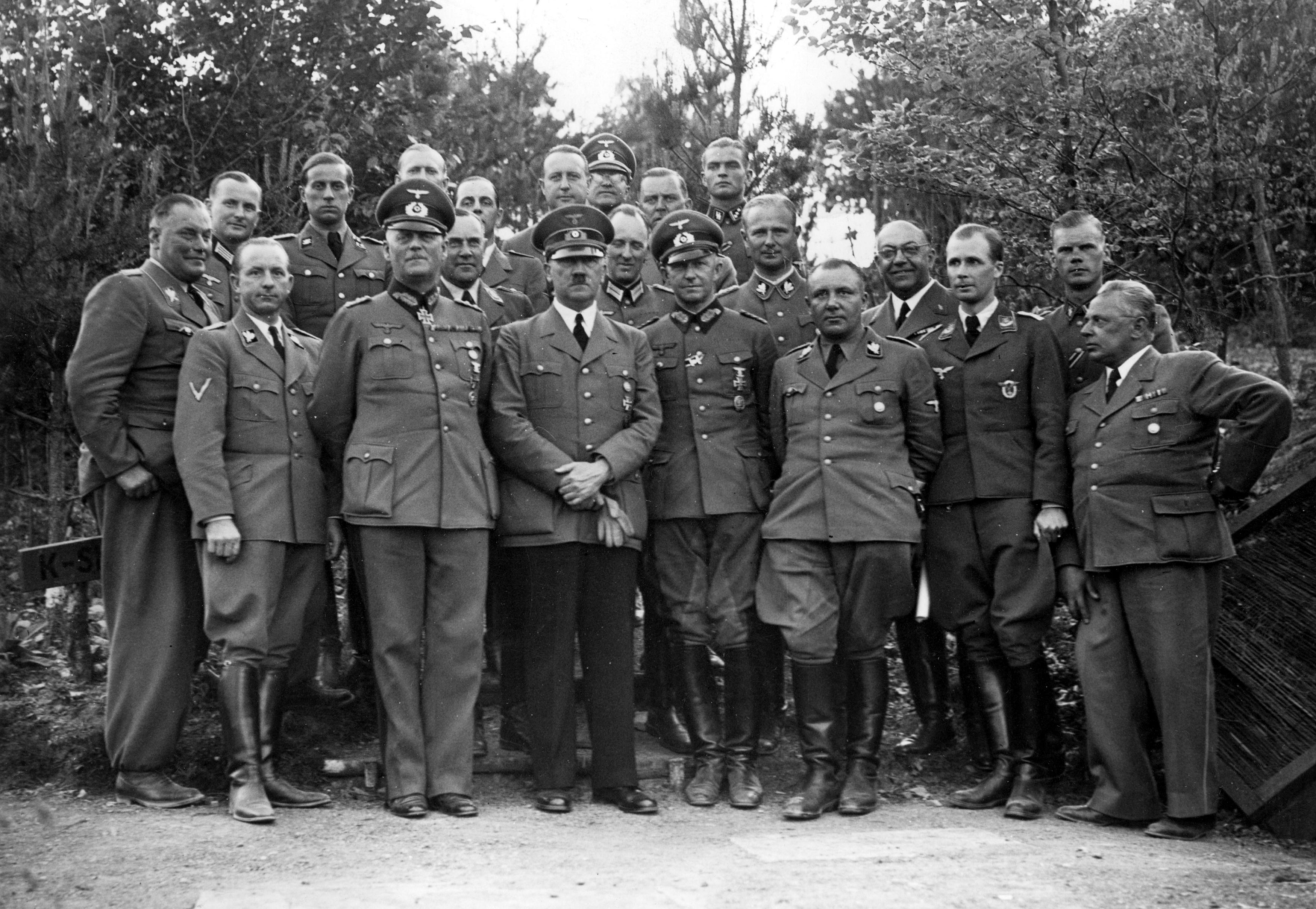
Hitler et son état-major à la Wolfsschanze (province de Prusse-Orientale) en juin 1940. Schmundt est juste derrière Hitler, à droite tête nue, visible entre Hitler et Jodl. Keitel est à côté de Hitler, le 1er à gauche, la casquette légèrement de travers.

#### État-major de Hitler
Lorsque la Seconde Guerre mondiale éclate, Rudolf Schmundt reste à son poste à l'Oberkommando der Wehrmacht, détaché auprès du Führer. Le colonel Schmundt est promu Generalmajor deux ans plus tard le 1er janvier 1942.
Tout en conservant ses fonctions de principal aide de camp de Hitler, Schmundt est nommé chef du bureau du personnel de l'Armée de terre le 1er octobre 1942, en remplacement du général Bodewin Keitel (de), temporairement absent pour raison de santé. Hitler, en nommant un de ses proches à ce poste, souhaite que ses intentions soient mieux prises en considération. Schmundt occupe ce poste pendant près de deux ans et exerce ainsi une influence décisive sur la politique de gestion du personnel de l'Armée de terre.
Schmundt échappe une première fois, à son insu, à une tentative d'attentat contre Hitler, le 13 mars 1943. Une bombe, placée dans l’avion qu’il prend avec le Führer pour rentrer de Smolensk à Berlin, n’explose pas, probablement à cause du froid en altitude.
Le 1er avril 1943, Schmundt est promu Generalleutnant.

#### Attentat du 20 juillet 1944

Disposition des personnes au moment de l'attentat du 20 juillet 1944, Schmundt (no 7) était près de la bombe. Le no 1 correspond à l'emplacement de Hitler.

Le 20 juillet 1944, le colonel von Stauffenberg profite d’une réunion d’état-major à la Wolfsschanze, pour faire exploser une bombe vers 12 h 45, à proximité de Hitler. Mais Stauffenberg, qui a déposé la serviette contenant les explosifs, a prétexté d’un appel téléphonique pour s'éclipser : le colonel Heinz Brandt l'aurait alors déplacée de l'autre côté d’un pied de table massif. La serviette a alors explosé à toute proximité de Schmundt et a fait plusieurs autres victimes dont Heinz Brandt lui-même. Néanmoins, le souffle de l’explosion a été atténué par le fait que la réunion s'est tenue dans un bâtiment disposant de fenêtres, ce en raison de la chaleur ambiante, en milieu de journée d’été. Comme Hitler se trouvait en outre partiellement protégé de l'autre côté du pied de table, il n'a été que légèrement blessé. 
Schmundt quant à lui est grièvement blessé et deux mois plus tard, le 1er octobre 1944, il meurt de ses blessures dans l’hôpital attaché au Quartier général. Selon les dernières volontés de Schmundt, une cérémonie d’hommage se tient au mémorial de Tannenberg, présidée par le Generalfeldmarschall Ernst Busch. Sa dépouille mortelle est ensuite transportée à Berlin pour que le lendemain il soit inhumé, avec les honneurs militaires, au cimetière des Invalides de Berlin. Prononçant son éloge funèbre, le général Heinz Guderian n'hésite pas à le qualifier de « compagnon de route indispensable » pour Hitler.
Promu General der Infanterie, avec effet rétroactif au 1er septembre 1944, Rudolf Schmundt est en outre décoré de la croix en or de l‘ordre allemand, le jour de ses funérailles. Il est remplacé dans ses deux fonctions par le général Wilhelm Burgdorf, qui était son adjoint.

## Résumé de carrière militaire
- Fahnenjunker : 10 août 1914
- Leutnant : 22 mars 1915
- Oberleutnant : 1er mai 1926
- Hauptmann : 1er février 1931
- Major : 1er janvier 1936
- Oberstleutnant : 1er octobre 1938
- Oberst : 4 août 1939
- Generalmajor : 1er janvier 1942
- Generalleutnant : 1er avril 1943
- General der Infanterie : 1er septembre 1944

## Distinctions
- Goldenes Kreuz des Deutschen Ordens, à titre posthume : le 7 octobre 1944
- Goldenes Parteiabzeichen der NSDAP
- Eisernes Kreuz 1914 2e et 1re classes
- Ehrenkreuz für Frontkämpfer
- 25-jährige Dienstzeit in der Wehrmacht
- Verwundetenabzeichen 20. Juli 1944